# TALIZMAN スーパー・ベスト
『TALIZMAN スーパー・ベスト』（タリスマン スーパ・ベスト）は、TALIZMANのベスト・アルバム。

## 概要
TALZMANにとって初のベスト・アルバム。TALIZMAN名義で発売された全シングルをA面・B面共に収録、さらに『超人ロック』のイメージアルバムにのみ収録されていた曲から4曲を収録している。
レコードにメインボーカリストの表記がある曲については、それらも表記されている。

## 収録曲
| #  | タイトル                                                   | 作詞     | 作曲             | 編曲   | 時間 |
| -- | ---------------------------------------------------------- | -------- | ---------------- | ------ | ---- |
| 1. | 「ウルトラマン80」                                         | 山上路夫 | 木村昇           | 木村昇 | 2:56 |
| 2. | 「レッツ・ゴー・UGM」                                      | 山上路夫 | 木村昇           | 木村昇 | 2:24 |
| 3. | 「がんばれウルトラマン80」(コーラス：コロムビアゆりかご会) | 山上路夫 | 木村昇           | 木村昇 | 3:32 |
| 4. | 「地球人だよ」(コーラス：コロムビアゆりかご会)             | 山上路夫 | 木村昇           | 木村昇 | 3:55 |
| 5. | 「ゴジラ」                                                 | 山上路夫 | 木村昇、石川恵樹 | 木村昇 | 4:14 |
| 6. | 「小さな星の唄」                                           | 山上路夫 | 発地伸男         | 木村昇 | 3:24 |

| #   | タイトル                                                        | 作詞                         | 作曲               | 編曲     | 時間 |
| --- | --------------------------------------------------------------- | ---------------------------- | ------------------ | -------- | ---- |
| 7.  | 「シーズン」(Vocal:木村昇)                                      | 伊藤アキラ、ビル・ビリー     | 木村昇             | TALIZMAN | 4:23 |
| 8.  | 「忘れられない季節」(Vocal:木村昇、巳城研二)                    | 伊藤アキラ                   | 巳城研二           | TALIZMAN | 4:51 |
| 9.  | 「LOCKE THE ZUPERMAN ロック・ザ・ズーパーマン」(Vocal:発地伸男) | H.E.R.バーンズ               | 発地伸男           | TALIZMAN | 4:13 |
| 10. | 「永遠（とわ）の愛 (A Forever Kind Of Love)」(Vocal:木村昇)     | 奈良橋陽子、伊藤アキラ       | 巳城研二、石川恵樹 | TALIZMAN | 3:43 |
| 11. | 「勝利の戦士 (The Chosen One)」(Vocal:木村昇)                   | H.E.R.バーンズ、ビル・ビリー | 巳城研二、石川恵樹 | TALIZMAN | 3:44 |
| 12. | 「STRANGER ストレンジャー」(Vocal:発地伸男)                     | BILL BILLY、伊藤アキラ       | 発地伸男           | TALIZMAN | 3:56 |
| 13. | 「ASTORIS KONZERN アストリス・コンツェルン」(Vocal:巳城研二)    | 康珍化                       | 鈴木キサブロー     | 高橋洋一 | 3:13 |
| 14. | 「ESPER BARRIER エスパーバリア」(Instrumental)                  | -                            | 巳城研二           | 高橋洋一 | 3:17 |

| #   | タイトル                                             | 作詞                                                                                             | 作曲                   | 編曲           | 時間 |
| --- | ---------------------------------------------------- | ------------------------------------------------------------------------------------------------ | ---------------------- | -------------- | ---- |
| 15. | 「アクエリアス (AQUARIUS)」                          | ジェローム・ラグニ、ジェームス・ラド 訳詞：青井陽治 訳協力：タケカワユキヒデ、西村誠、奈良橋陽子 | ガルト・マクダーモット | クレジットなし | 3:44 |
| 16. | 「フランク・ミルズ (FRANK MILLS)」(Vocal:井本えりこ) | ジェローム・ラグニ、ジェームス・ラド 訳詞：青井陽治 訳協力：タケカワユキヒデ、西村誠、奈良橋陽子 | ガルト・マクダーモット | クレジットなし | 2:04 |
| 17. | 「THE BLACK HOLE」(Vocal:木村昇)                     | Chris Mosdell                                                                                    | 木村昇                 | 木村昇         | 4:22 |
| 18. | 「END OF AIR」(Vocal:木村昇)                         | Chris Mosdell                                                                                    | 石川恵樹               | 石川恵樹       | 3:07 |
| 19. | 「ユア・ナンバー・ワン」                             | 奈良橋陽子、山川啓介                                                                             | タケカワユキヒデ       | 木村昇         | 4:14 |
| 20. | 「YOU'RE NUMBER ONE」                                | 奈良橋陽子                                                                                       | タケカワユキヒデ       | 木村昇         | 4:17 |

## 曲解説
1. ウルトラマン80
  - 『ウルトラマン80』前期オープニングテーマ。
2. レッツ・ゴー・UGM
『ウルトラマン80』前期エンディングテーマ。
3. がんばれウルトラマン80
『ウルトラマン80』後期オープニングテーマ。
4. 地球人だよ
『ウルトラマン80』後期オープニングテーマ。
5. ゴジラ
『モスラ対ゴジラ』リバイバル上映時のイメージソング。
6. 小さな星の唄
同上。
7. シーズン
『姿三四郎』主題歌。
8. 忘れられない季節
『姿三四郎』挿入歌。
9. LOCKE THE ZUPERMAN ロック・ザ・ズーパーマン
『超人ロック 魔女の世紀』イメージソング。「ズーパーマン」とは「スーパーマンより強い」という意味を込めた造語である。
10. 永遠の愛 (A Forever Kind Of Love)
『超人ロック 魔女の世紀』イメージソング。曲名はオリジナルアルバムでは英題のみだったが、シングルカットの際に邦題が付けられた。また、オリジナルアルバムでは他の曲とクロスフェードする形になっていたが、シングルでは1曲として独立した形にミックスされており、本作にはそちらを収録している[1]。
11. 勝利の戦士 (The Chosen One)
同上。
12. STRANGER ストレンジャー
『超人ロック 炎の虎』イメージソング。
13. ASTORIS KONZERN アストリス・コンツェルン
『超人ロック ロード・レオン』イメージソング。同名のOVAが制作される7年前に発売されたイメージアルバムに収録。
14. ESPER BARRIER エスパーバリア
同上。
15. アクエリアス (AQUARIUS)
ロック・ミュージカル『ヘアー』使用曲。
16. フランク・ミルズ (FRANK MILLS)
同上。本作収録曲では唯一、TALIZMANのメンバー以外がボーカルを担当している。
17. THE BLACK HOLE
映画『THE BLACK HOLE』イメージソング。
18. END OF AIR
同上。
19. ユア・ナンバー・ワン
トヨタ・カローラCMソング。
20. YOU'RE NUMBER ONE
前曲の英語版。